# Campeaux (Calvados)
Campeaux település Franciaországban, Calvados megyében. Lakosainak száma 589 fő (2018. január 1.). Campeaux Bures-les-Monts, Carville, La Ferrière-Harang, Malloué, Mont-Bertrand, Sainte-Marie-Laumont és Saint-Martin-Don községekkel határos.

## Népesség
A település népességének változása:
| Lakosok száma | 576  | 556  | 456  | 506  | 501  | 526  | 570  | 583  | 584  | 589  |
|               | 1962 | 1968 | 1982 | 1990 | 1999 | 2008 | 2011 | 2013 | 2017 | 2018 |